# Saison 2015-2016 des Trail Blazers de Portland
La saison 2015-2016 des Trail Blazers de Portland est la 46e saison de la franchise en NBA.

## Draft
| Tour | Choix | Joueur                  | Poste | Nationalité | Provenance            |
| ---- | ----- | ----------------------- | ----- | ----------- | --------------------- |
| 1    | 23    | Rondae Hollis-Jefferson | SF    | États-Unis  | Wildcats de l'Arizona |

## Pré-saison
| Pré-saison Total: 2-2 (Domicile : 1-1 ; Extérieur : 1-1) |

| Match | Date match | Équipe          | Score          | Meilleur marqueur   | Meilleur rebondeur   | Meilleur passeur   | Lieux Spectateurs            | Série |
| ----- | ---------- | --------------- | -------------- | ------------------- | -------------------- | ------------------ | ---------------------------- | ----- |
| 1     | 5 octobre  | Sacramento      | D 105-109 (OT) | Damian Lillard (17) | Noah Vonleh (11)     | Damian Lillard (4) | Moda Center 14 976           | 0 - 1 |
| 2     | 8 octobre  | Golden State    | V 118-101      | Damian Lillard (22) | Ed Davis (9)         | Tim Frazier (6)    | Moda Center 19 303           | 1 - 1 |
| 3     | 10 octobre | @ Sacramento    | D 90-94        | C.J. McCollum (30)  | Pat Connaughton (11) | Phil Pressey (5)   | Sleep Train Arena 14 172     | 1 - 2 |
| 4     | 12 octobre | @ Utah          | V 88-81        | Meyers Leonard (19) | Meyers Leonard (8)   | C.J. McCollum (5)  | EnergySolutions Arena 15 171 | 2 - 2 |
| 5     | 18 octobre | Utah            |                |                     |                      |                    | Moda Center                  | -     |
| 6     | 19 octobre | @ L. A Lakers   |                |                     |                      |                    | Staples Center               | -     |
| 7     | 22 octobre | @ L. A Clippers |                |                     |                      |                    | Staples Center               | -     |

## Saison régulière
| Saison régulière Total: 1-0 (Domicile : 1-0 ; Extérieur : 0-0) |

| Match | Date match | Équipe        | Score    | Meilleur marqueur  | Meilleur rebondeur | Meilleur passeur    | Lieux Spectateurs           | Série |
| ----- | ---------- | ------------- | -------- | ------------------ | ------------------ | ------------------- | --------------------------- | ----- |
| 1     | 28 octobre | @ New Orleans | V 112-94 | C.J. McCollum (37) | Ed Davis (11)      | Damian Lillard (11) | Smoothie King Center 19 393 | 1 - 0 |
| 2     | 30 octobre | @ Phoenix     |          |                    |                    |                     | US Airways Center           | -     |

## Playoffs
| Playoffs Total: 5-6 (Domicile : 4-1 ; Extérieur : 1-5) |

| Match | Date match | Équipe          | Score     | Meilleur marqueur     | Meilleur rebondeur   | Meilleur passeur   | Lieux Spectateurs     | Série |
| ----- | ---------- | --------------- | --------- | --------------------- | -------------------- | ------------------ | --------------------- | ----- |
| 1     | 17 avril   | @ L.A. Clippers | D 95-115  | Damian Lillard (21)   | Al-Farouq Aminu (12) | Damian Lillard (8) | Staples Center 19 122 | 0 - 1 |
| 1     | 20 avril   | @ L.A. Clippers | D 81-102  | Lillard, Plumlee (17) | Mason Plumlee (10)   | Mason Plumlee (7)  | Staples Center 19 127 | 0 - 2 |
| 3     | 23 avril   | L.A. Clippers   | V 96-88   | Damian Lillard (32)   | Mason Plumlee (21)   | Mason Plumlee (9)  | Moda Center 19 761    | 1 - 2 |
| 4     | 25 avril   | L.A. Clippers   | V 98-84   | Al-Farouq Aminu (30)  | Mason Plumlee (14)   | Mason Plumlee (10) | Moda Center 19 607    | 2 - 2 |
| 5     | 27 avril   | @ L.A. Clippers | V 108-98  | C.J. McCollum (27)    | Mason Plumlee (15)   | Damian Lillard (5) | Staples Center 19 060 | 3 - 2 |
| 6     | 29 avril   | L.A. Clippers   | V 106-103 | Damian Lillard (28)   | Mason Plumlee (14)   | Damian Lillard (7) | Moda Center 19 768    | 4 - 2 |

| Match | Date match | Équipe         | Score          | Meilleur marqueur   | Meilleur rebondeur   | Meilleur passeur    | Lieux Spectateurs   | Série |
| ----- | ---------- | -------------- | -------------- | ------------------- | -------------------- | ------------------- | ------------------- | ----- |
| 1     | 1er mai    | @ Golden State | D 106-118      | Damian Lillard (30) | Mason Plumlee (12)   | Mason Plumlee (6)   | Oracle Arena 19 596 | 0 - 1 |
| 2     | 3 mai      | @ Golden State | D 99-110       | Damian Lillard (25) | Mason Plumlee (11)   | Damian Lillard (6)  | Oracle Arena 19 596 | 0 - 2 |
| 3     | 7 mai      | Golden State   | V 120-108      | Damian Lillard (40) | Al-Farouq Aminu (10) | Damian Lillard (10) | Moda Center 19 673  | 1 - 2 |
| 4     | 9 mai      | Golden State   | D 125-132 (OT) | Damian Lillard (36) | Mason Plumlee (15)   | Damian Lillard (10) | Moda Center 19 583  | 1 - 3 |
| 5     | 11 mai     | @ Golden State | D 121-125      | Damian Lillard (28) | Al-Farouq Aminu (9)  | Damian Lillard (7)  | Oracle Arena 19 596 | 1 - 4 |

## Confrontations
| Conférence Est      | Conférence Est                               | Conférence Est                               | Conférence Ouest                             | Conférence Ouest                             | Conférence Ouest                             | Conférence Ouest                             | Conférence Ouest                             |
| Division Atlantique | Division Atlantique                          | Division Atlantique                          | Division Nord-Ouest                          | Division Nord-Ouest                          | Division Nord-Ouest                          | Division Nord-Ouest                          | Division Nord-Ouest                          |
| Équipe              | Domicile                                     | Extérieur                                    | Équipe                                       | Domicile                                     | Domicile                                     | Extérieur                                    | Extérieur                                    |
| ------------------- | -------------------------------------------- | -------------------------------------------- | -------------------------------------------- | -------------------------------------------- | -------------------------------------------- | -------------------------------------------- | -------------------------------------------- |
| Boston              | 116-109                                      | 93-116                                       | Denver                                       | 110-103                                      | 107-99                                       | 104-108                                      | 112-106                                      |
| Brooklyn            | 112-104                                      | 116-104                                      | Minnesota                                    | 96-93                                        | 105-106                                      | 106-101                                      | 109-103                                      |
| New York            | 110-112                                      | 104-85                                       | Oklahoma City                                | 115-110                                      | 120-115                                      | 90-106                                       | 94-128                                       |
| Philadelphie        | 108-105                                      | 89-114                                       | Portland                                     |                                              |                                              |                                              |                                              |
| Toronto             | 103-110                                      | 115-117                                      | Utah                                         | 99-85                                        | 115-111                                      | 108-92                                       | 96-109                                       |
|                     | 3–2                                          | 2–3                                          |                                              | 7–1                                          | 7–1                                          | 4–4                                          | 4–4                                          |
| Division            | 5–5                                          | 5–5                                          | Division                                     | 11–5                                         | 11–5                                         | 11–5                                         | 11–5                                         |
| Division Atlantique | Division Atlantique                          | Division Atlantique                          | Division Nord-Ouest                          | Division Nord-Ouest                          | Division Nord-Ouest                          | Division Nord-Ouest                          | Division Nord-Ouest                          |
| Équipe              | Domicile                                     | Extérieur                                    | Équipe                                       | Domicile                                     | Domicile                                     | Extérieur                                    | Extérieur                                    |
| Chicago             | 88-93                                        | 103-95                                       | Golden State                                 | 108-128                                      | 137-105                                      | 112-128                                      | 111-136                                      |
| Cleveland           | 105-76                                       | 100-105                                      | L.A. Clippers                                | 102-91                                       | 98-109                                       | 87-102                                       | 94-96                                        |
| Detroit             | 103-120                                      | 103-123                                      | L.A. Lakers                                  | 108-96                                       | 121-103                                      | 107-93                                       |                                              |
| Indiana             | 123-111                                      | 111-102                                      | Phoenix                                      | 90-101                                       |                                              | 92-110                                       | 106-96                                       |
| Milwaukee           | 107-95                                       | 88-90                                        | Sacramento                                   | 112-97                                       | 105-93                                       | 98-94                                        | 115-107                                      |
|                     | 3–2                                          | 2–3                                          |                                              | 6-3                                          | 6-3                                          | 4–5                                          | 4–5                                          |
| Division            | 5–5                                          | 5–5                                          | Division                                     | 10–8                                         | 10–8                                         | 10–8                                         | 10–8                                         |
| Division Sud-Est    | Division Sud-Est                             | Division Sud-Est                             | Division Sud-Ouest                           | Division Sud-Ouest                           | Division Sud-Ouest                           | Division Sud-Ouest                           | Division Sud-Ouest                           |
| Équipe              | Domicile                                     | Extérieur                                    | Équipe                                       | Domicile                                     | Domicile                                     | Extérieur                                    | Extérieur                                    |
| Atlanta             | 98-104                                       | 97-106                                       | Dallas                                       | 112-115 (OT)                                 | 109-103                                      | 120-132 (OT)                                 |                                              |
| Charlotte           | 109-91                                       | 94-106                                       | Houston                                      | 116-102                                      | 105-119                                      | 103-108 (OT)                                 | 96-79                                        |
| Miami               | 110-93                                       | 109-116                                      | Memphis                                      | 115-96                                       | 78-91                                        | 100-101                                      | 112-106 (OT)                                 |
| Orlando             | 121-84                                       | 94-102                                       | New Orleans                                  | 112-94                                       | 105-101                                      | 89-115                                       | 117-112                                      |
| Washington          | 116-109 (OT)                                 | 108-98                                       | San Antonio                                  | 101-113                                      |                                              | 80-93                                        | 110-118                                      |
|                     | 4–1                                          | 1–4                                          |                                              | 5–4                                          | 5–4                                          | 3–6                                          | 3–6                                          |
| Division            | 5-5                                          | 5-5                                          | Division                                     | 8–10                                         | 8–10                                         | 8–10                                         | 8–10                                         |
| Conférence          | 15-15 (Domicile : 10–5 ; Extérieur : 5–10)   | 15-15 (Domicile : 10–5 ; Extérieur : 5–10)   | Conférence                                   | 29-23 (Domicile : 18–8 ; Extérieur : 11–15)  | 29-23 (Domicile : 18–8 ; Extérieur : 11–15)  | 29-23 (Domicile : 18–8 ; Extérieur : 11–15)  | 29-23 (Domicile : 18–8 ; Extérieur : 11–15)  |
| Total               | 44-38 (Domicile : 28–13 ; Extérieur : 16–25) | 44-38 (Domicile : 28–13 ; Extérieur : 16–25) | 44-38 (Domicile : 28–13 ; Extérieur : 16–25) | 44-38 (Domicile : 28–13 ; Extérieur : 16–25) | 44-38 (Domicile : 28–13 ; Extérieur : 16–25) | 44-38 (Domicile : 28–13 ; Extérieur : 16–25) | 44-38 (Domicile : 28–13 ; Extérieur : 16–25) |

## Effectif actuel
| Trail Blazers de Portland Effectif actuel |    |                                      |                    |                  |
| Entraîneur: Terry Stotts                  |    |                                      |                    |                  |
| Ailier fort                               | 34 | Drapeau des États-Unis               | Cliff Alexander    | Kansas           |
| Ailier                                    | 8  | /                                    | Al-Farouq Aminu    | Wake Forest      |
| Arrière, Ailier                           | 5  | Drapeau des États-Unis               | Pat Connaughton    | Notre Dame       |
| Arrière                                   | 23 | Drapeau des États-Unis               | Allen Crabbe       | California       |
| Ailier fort                               | 17 | Drapeau des États-Unis               | Ed Davis           | Caroline du Nord |
| Ailier                                    | 4  | Drapeau des États-Unis               | Maurice Harkless   | Saint John       |
| Arrière                                   | 9  | Drapeau des États-Unis               | Gerald Henderson   | Duke             |
| Pivot                                     | 35 | Drapeau des États-Unis               | Chris Kaman        | Central Michigan |
| Pivot                                     | 11 | Drapeau des États-Unis               | Meyers Leonard     | Illinois         |
| Meneur                                    | 0  | Drapeau des États-Unis               | Damian Lillard (C) | Weber State      |
| Meneur                                    | 3  | Drapeau des États-Unis               | C.J. McCollum      | Lehigh           |
| Meneur                                    | 44 | Drapeau de la République dominicaine | Luis Montero       | Westchester CC   |
| Pivot, Ailier fort                        | 24 | Drapeau des États-Unis               | Mason Plumlee      | Duke             |
| Meneur                                    | 2  | Drapeau des États-Unis               | Brian Roberts      | Dayton           |
| Ailier fort                               | 21 | Drapeau des États-Unis               | Noah Vonleh        | Indiana          |
| (C) Capitaine - Blessé                    |    |                                      |                    |                  |

## Contrats et salaires 2015-2016
| Joueur               | Poste      | Âge        | Exp        | Contrat                | Salaire 2015-2016 | Fin du contrat |
| -------------------- | ---------- | ---------- | ---------- | ---------------------- | ----------------- | -------------- |
| Joueurs actuels      |            |            |            |                        |                   |                |
| Cliff Alexander      | PF         | 20         | 0          | 1 399 729 $ sur 2 ans  | 525,093 $         | 2016           |
| Al-Farouq Aminu      | SF         | 25         | 5          | 30 000 000 $ sur 5 ans | 30 000 000 $      | 2020           |
| Pat Connaughton      | SG         | 22         | 0          | 2 514 475 $ sur 3 ans  | 625,093 $         | 2018           |
| Allen Crabbe         | SF         | 23         | 2          | 2 634 276 $ sur 3 ans  | 947,276 $         | 2016           |
| Ed Davis             | PF         | 26         | 5          | 19 997 700 $ sur 3 ans | 6 980 000 $       | 2018           |
| Maurice Harkless     | SF         | 22         | 3          | 8 323 699 $ sur 4 ans  | 2 894 059 $       | 2016           |
| Gerald Henderson Jr. | SG         | 27         | 6          | 18 000 000 $ sur 3 ans | 6 000 000 $       | 2016           |
| Chris Kaman          | C          | 33         | 12         | 9 816 000 $ sur 2 ans  | 5 016 000 $       | 2016           |
| Meyers Leonard       | C          | 23         | 3          | 9 742 479 $ sur 4 ans  | 3 075 879 $       | 2016           |
| Damian Lillard       | PG         | 25         | 3          | 13 845 166 $ sur 4 ans | 4 236 286 $       | 2021*          |
| C.J. McCollum        | SG         | 24         | 2          | 10 482 459 $ sur 4 ans | 2 525 160 $       | 2017           |
| Luis Montero         | SG         | 22         | 0          | 2 414 475 $ sur 3 ans  | 525,093 $         | 2018           |
| Mason Plumlee        | PF         | 25         | 2          | 6 399 770 $ sur 4 ans  | 1 415 520 $       | 2017           |
| Brian Roberts        | PG         | 30         | 3          | 5 590 000 $ sur 2 ans  | 2 854 940 $       | 2017           |
| Noah Vonleh          | PF         | 20         | 1          | 6 399 770 $ sur 4 ans  | 2 637 720 $       | 2018           |
| Joueurs coupés       |            |            |            |                        |                   |                |
| Tim Frazier          | PG         | 25         | 1          | -                      | 845,069 $         | -              |
| Mike Miller          | SG         | 35         | 15         | -                      | 3 083 181 $       | -              |
| Anderson Varejão     | PF         | 33         | 11         | -                      | 10 029 884 $      | -              |
| Cap Hold             |            |            |            |                        |                   |                |
| Dorell Wright        | SF         | 30         | 11         | -                      | 4 075 500 $       | -              |
|                      |            |            |            |                        |                   |                |
| Total                | Total      | Total      | Total      | Total                  | 66 334 648 $      | Différence     |
| Salary Cap           | Salary Cap | Salary Cap | Salary Cap | Salary Cap             | 70 000 000 $      | 3 665 352 $    |
| Luxury Tax           | Luxury Tax | Luxury Tax | Luxury Tax | Luxury Tax             | 84 700 000 $      | 22 440 852 $   |

- 2016 = Joueur agent libre en fin de saison.
- 2016 = Agent libre restreint en fin de saison.
- *Joueur ayant signé un nouveau contrat qui commence l'an prochain.

## Extension de contrat
| Date      | Joueur         | Contrat                                        | Référence |
| --------- | -------------- | ---------------------------------------------- | --------- |
| 9 juillet | Damian Lillard | Contrat de 120 000 000 $ sur 5 ans (2016-2021) | [ 2 ]     |

## Transferts

### Échanges
| Juin            | Juin | Juin                                                                     | Juin                   |
| --------------- | --- | ------------------------------------------------------------------------ | ---------------------- |
| 24 juin 2015    | Échange à deux équipes                                                                                                 | Échange à deux équipes                                                   | Échange à deux équipes |
| 24 juin 2015    | Vers Trail Blazers de Portland - Gerald Henderson Jr. - Noah Vonleh                                                    | Vers Hornets de Charlotte - Nicolas Batum                                | [ 3 ]                  |
| 26 juin 2015    | Échange à deux équipes                                                                                                 | Échange à deux équipes                                                   | Échange à deux équipes |
| 26 juin 2015    | Vers Trail Blazers de Portland - Mason Plumlee - Droits sur Pat Connaughton                                            | Vers Nets de Brooklyn - Steve Blake - Droits sur Rondae Hollis-Jefferson | [ 4 ]                  |
| 26 juin 2015    | Échange à deux équipes                                                                                                 |                                                                          |                        |
| 26 juin 2015    | Vers Trail Blazers de Portland - Droits sur Dani Díez                                                                  | Vers Jazz de l'Utah - cash considerations                                | [ 5 ]                  |
| Juillet         | |                                                                          |                        |
| 12 juillet 2015 | Échange à deux équipes                                                                                                 | Échange à deux équipes                                                   | Échange à deux équipes |
| 12 juillet 2015 | Vers Trail Blazers de Portland - Maurice Harkless                                                                      | Vers Magic d'Orlando - Second tour de draft 2020 (protégé)               | [ 6 ]                  |
| 27 juillet 2015 | Échange à deux équipes                                                                                                 | Échange à deux équipes                                                   | Échange à deux équipes |
| 27 juillet 2015 | Vers Trail Blazers de Portland - Brendan Haywood - Mike Miller - Second tour de draft 2019 - Second tour de draft 2020 | Vers Cavaliers de Cleveland - Cash considerations - Two trade exceptions | [ 7 ]                  |
| Février         | |                                                                          |                        |
| 18 février 2016 | Échange à deux équipes                                                                                                 | Échange à deux équipes                                                   | Échange à deux équipes |
| 18 février 2016 | Vers Trail Blazers de Portland - Anderson Varejão - Premier tour de draft 2018                                         | Vers Cavaliers de Cleveland - Second tour de draft 2020                  | [ 8 ]                  |
| 18 février 2016 | Échange à deux équipes                                                                                                 |                                                                          |                        |
| 18 février 2016 | Vers Trail Blazers de Portland - Brian Roberts - Second tour de draft 2021                                             | Vers Heat de Miami - Cash considerations                                 | [ 9 ]                  |

### Joueurs qui re-signent
Aucun joueur

#### Options joueur et équipe
| Date         | Joueur        | Option                                                                      |
| ------------ | ------------- | --------------------------------------------------------------------------- |
| 30 septembre | Noah Vonleh   | Portland exerce son option d'équipe de 2 750 000 $ pour la saison 2016-2017 |
| 30 septembre | C.J. McCollum | Portland exerce son option d'équipe de 3 220 000 $ pour la saison 2016-2017 |

### Arrivés

#### Via draft
| Date      | Joueur          | Draft                                        | Contrat                                                          | Provenance    | Référence |
| --------- | --------------- | -------------------------------------------- | ---------------------------------------------------------------- | ------------- | --------- |
| 9 juillet | Pat Connaughton | Draft 2015, Tour 2, choix n°41 (de Brooklyn) | Contrat de 2 500 000 $ sur 3 ans (Agent libre restreint en 2018) | Rebels d'UNLV | [ 10 ]    |

#### Via agent libre
| Date      | Joueur          | Contrat                           | Provenance            | Référence |
| --------- | --------------- | --------------------------------- | --------------------- | --------- |
| 9 juillet | Al-Farouq Aminu | Contrat de 30 000 000 $ sur 4 ans | Mavericks de Dallas   | [ 11 ]    |
| 9 juillet | Ed Davis        | Contrat de 20 000 000 $ sur 3 ans | Lakers de Los Angeles | [ 12 ]    |

#### Via Trade
| Date       | Joueur(s) ou tour(s) de draft                                                   | Provenance             |
| ---------- | ------------------------------------------------------------------------------- | ---------------------- |
| 24 juin    | Gerald Henderson Jr. Noah Vonleh                                                | Hornets de Charlotte   |
| 26 juin    | Mason Plumlee Droits sur Pat Connaughton                                        | Nets de Brooklyn       |
| 26 juin    | Droits sur Dani Díez                                                            | Jazz de l'Utah         |
| 12 juillet | Maurice Harkless                                                                | Magic d'Orlando        |
| 27 juillet | Brendan Haywood Mike Miller Second tour de draft 2019 Second tour de draft 2020 | Cavaliers de Cleveland |
| 18 février | Anderson Varejão Premier tour de draft 2018 (si 11-30)                          | Cavaliers de Cleveland |
| 18 février | Brian Roberts Second tour de draft 2021                                         | Heat de Miami          |

### Départs

#### Via agent libre
| Date       | Joueur            | Contrat                                                                    | Vers ¹                          | Référence |
| ---------- | ----------------- | -------------------------------------------------------------------------- | ------------------------------- | --------- |
| 9 juillet  | Arron Afflalo     | Contrat de 16 000 000 $ sur 2 ans (Option joueur pour la saison 2016-2017) | Knicks de New York              | [ 13 ]    |
| 9 juillet  | Robin Lopez       | Contrat de 54 000 000 $ sur 4 ans                                          | Knicks de New York              | [ 13 ]    |
| 9 juillet  | LaMarcus Aldridge | Contrat de 84 100 000 $ sur 4 ans (Option joueur pour la saison 2018-2019) | Spurs de San Antonio            | [ 14 ]    |
| 9 juillet  | Wesley Matthews   | Contrat de 70 000 000 $ sur 4 ans                                          | Mavericks de Dallas             | [ 15 ]    |
| 16 juillet | Alonzo Gee        | Contrat de 2 700 000 $ sur 2 ans (Option joueur pour la saison 2016-2017)  | Pelicans de La Nouvelle-Orléans | [ 16 ]    |

¹ Il s'agit de l’équipe pour laquelle le joueur a signé après son départ, il a pu entre-temps changer d'équipe ou encore de pays.

#### Via Trade
| Date       | Joueur(s) ou tour(s) de draft                  | Vers                   |
| ---------- | ---------------------------------------------- | ---------------------- |
| 24 juin    | Nicolas Batum                                  | Hornets de Charlotte   |
| 26 juin    | Steve Blake Droits sur Rondae Hollis-Jefferson | Nets de Brooklyn       |
| 12 juillet | Second tour de draft 2020 (si 56-60)           | Magic d'Orlando        |
| 18 février | Second tour de draft 2020                      | Cavaliers de Cleveland |

#### Via Waived
| Date         | Joueur                     | Commentaire                                               |
| ------------ | -------------------------- | --------------------------------------------------------- |
| 30 juillet   | Brendan Haywood            | Libéré                                                    |
| 28 septembre | Mike Miller                | Libéré                                                    |
| 20 octobre   | Omari Johnson Phil Pressey | Non retenus dans l'équipe après les camps d’entraînements |
| 18 février   | Tim Frazier                | Libéré                                                    |
| 18 février   | Anderson Varejão           | Libéré                                                    |